# Ehe im Schatten (Matrimonio en sombras)
Ehe im Schatten (en español: Matrimonio en las sombras) es una película dramática alemana dirigida por Kurt Maetzig y protagonizada por Paul Klinger, Ilse Steppat y Alfred Balthoff. Fue producida en la Alemania Oriental y estrenada por la Deutsche Film (DEFA) en 1947. Fue descrita como un “intento de confrontar al pueblo alemán con la moral del pasado”. Se trata del primer largometraje que expone la persecución de las personas de origen judío y las atrocidades cometidas durante la Segunda Guerra Mundial.

## Argumento
El joven actor Hans Wieland se casa con Elisabeth, su compañera de origen judío. Con la llegada del Tercer Reich, Hans se niega a divorciarse. Ambos creen que no habrá consecuencias negativas para ellos. Noche tras noche, Hans se sube al escenario, mientras a su mujer se le prohíbe trabajar. Durante la guerra, Elisabeth se ve obligada a realizar trabajos forzados en una fábrica de armamento.
Un día, Hans la lleva al estreno de una de sus películas, donde le presentan al secretario de Estado del Partido Nazi. Al descubrir que la encantadora mujer es de origen judío, ordena al ministro de Cultura, Herbert Blohm, que se haga cargo de la situación. Tras un ultimátum de Blohm, Hans se enfrenta a la disyuntiva de divorciarse o ser enviado al frente, lo que supondría la deportación de Elisabeth a un campo de concentración. Hans rechaza divorciarse, porque para él es más importante la dignidad humana que su amada profesión. Cuando finalmente su mujer va a ser deportada, Hans sólo ve una salida: morir juntos. Prepara café para los dos y lo mezcla con veneno. Elisabeth lo ve, pero no dice nada.  Reconoce y acepta esta acción como la única salida que les queda para permanecer juntos hasta la muerte.

## Trasfondo
Ehe im Schatten está basada en el destino de la pareja de actores Joachim Gottschalk y Meta Wolff. Como modelo para el guion, se tomó la novela corta de Hans Schweikart, Es wird schon nicht so schlim. Además, Kurt Maetzig grabó la película en recuerdo de su madre de origen judío, que se suicidó el 9 de febrero de 1944.
La película se rodó en el estudio Berlín-Johannisthal, así como en la ciudad de Berlín y sus alrededores. Kurt Herlth, Otto Erdmann y Franz F. Fürst se encargaron de crear los decorados y George Kiaup asumió la dirección de la producción.
Ehe im Schatten es la única película de la DEFA que se estrenó simultáneamente en los cuatro sectores en los que estaba dividido Berlín, el día 3 de octubre de 1947. La proyección en el sector soviético tuvo lugar en el cine Friedrichshain, en el sector estadounidense en el cine Cosima en Friedenau, en el sector británico en el Kurbel de Charlottenburg y en el sector francés en el Prinzenpalast, en Gesundbrunnen. Esta película de intercambio (en alemán se utilizaba la denominación Austauschfilm Mittel-Deutschland/West-Deutschland para este tipo de películas) obtuvo un gran reconocimiento en Occidente. En poco tiempo el largometraje alcanzó la venta de diez millones de entradas. Con más de doce millones de espectadores, Ehe im Schatten fue la película alemana más exitosa durante los primeros años de la posguerra. Se proyectó además en el Festival Internacional de Cine de Venecia de 1948.
Se dice que Bertolt Brecht, tras ver la película de Maetzig, se tomó el largometraje de forma muy negativa y lo tachó de cursilería. Tiempo después, el propio Maetzig se distanciaría de las emotivas actuaciones de sus actores y actrices protagonistas.
Durante el estreno de la película en Hamburgo se produjo un escándalo: entre los invitados se encontraban el director Veit Harlan y su mujer, Kristina Söderbaum. Muchos espectadores, entre ellos algunas víctimas del nazismo, se lo tomaron como una provocación, puesto que Veit Harlan era uno de los principales directores de propaganda nazi, designado por el propio Goebbles, y acusado de colaborar con el régimen. Finalmente, el encargado del cine, Heinz Heisig, y el productor, Walter Koppel, que había estado cinco años en un campo de concentración, ordenaron a la pareja que abandonase la sala.

## Galardones
- Premio nacional de la RDA a la mejor dirección en la categoría II otorgado a Kurt Maetzig.
- Premio nacional de la RDA a la mejor dirección de fotografía en la categoría II otorgado a Friedl Behn-Grund.
- Tras una encuesta realizada al público, los críticos y los propietarios de salas de cine, la película fue premiada en 1948 con un Bambi a la mejor película de posguerra alemana (véase Premios Bambi 1948).[10]

## Críticas
"A partir de la novela Es wird schon nicht so schlimm, en la cual Hans Schweikart narra el terrible destino de su amigo Joachim Gottschalk, surge la trágica película dirigida por Maetzig para la DEFA. Se trata de un drama cinematográfico estremecedor y exigente en la forma, que aborda una temática con especial significado histórico y que alcanzó además un gran reconocimiento a nivel internacional".

– Lexikon des internationalen Films
"Una denuncia cinematográfica del destino de Joachim Gottschalk y del suicidio familiar previo a su deportación". 

– HEYNE FILMLEXICON
"Se trata de una grabación que no confronta de forma sustancial el nacionalsocialismo y su ideología y que tampoco experimenta con los recursos cinematográficos; pero que se ejecuta con una total implicación, con destreza y buen gusto". 

– RECLAMS FILMSFÜHRER
"Una de las películas clave de la posguerra que merece la pena ver".

– 6000 FILME
"El suceso que el escritor Hans Schweikart expone en primera persona las catástrofes ocurridas durante la época nacionalsocialista hace un llamamiento a la conciencia de grupo para no olvidar lo ocurrido. Es una grabación conmemorativa que hace temblar a los espectadores. (Valoración: 2½ estrellas sobre 4 – superior al promedio)".

– ADOLF HEINZLMEINER UND BERNDT SCHULZ: LEXICON „FILME IM FERNSEHEN“
"Esta película sobre la persecución del pueblo judío […] en el estado nazi conserva con el paso de los años su fuerza inquebrantable en su conmovedor compromiso con la humanidad".

– EVANGELISCHER FILMBEOBACHTER